# Чернядьев, Сергей Леонидович
Серге́й Леонидович Чернядьев (род. 14 января 1958, Нижний Тагил, Свердловская область, СССР) — советский, позднее российский тележурналист и актёр.

## Биография
Родился 14 января 1958 года в городе Нижний Тагил Свердловской области.
Окончил Нижнетагильский горно-металлургический техникум и
Театральное училище им. Б. В. Щукина при Государственном драматическом театре им. Е. Б. Вахтангова (1982).
Прошёл службу в советской армии.
Начинал как сталевар на Нижнетагильском металлургическом комбинате. Позднее работал в театре.
С 1986 г. работал на Ленинградском телевидении установщиком декораций, ассистентом режиссёра, режиссёром.
В 1988 г. стал одним из организаторов ПТО «Русское видео».
С 1 сентября 1988 года — заместитель директора «Русского видео».
Снимал телефильмы, работал в «горячих точках» (Нагорном Карабахе, Баку, Вильнюсе).
С 1996 г. вёл авторскую программу «Событие» в эфире ТРК «Петербург-5-й канал», затем был ведущим программ телекомпаний «Ленинградское областное телевидение», «Региональное телевидение − 40-й канал», «Русское видео», «11-й канал», «ТНТ-Санкт-Петербург»; 1999−2000 − работал директором информационных программ, 2000−2001 − заместителем генерального директора ТРК «Петербург».
1996 год — возвращение на петербургское телевидение, программа «Событие». 1997 год — конфликт, уход.
В сентябре 1999 г. Сергей Чернядьев возглавил «Информ ТВ».
C января 2000 года − назначен заместителем генерального директора ОАО «ТРК „Петербург“» по информационно-политическому вещанию.
С февраля 2000 года вёл авторскую программу «Точка зрения».
Ведущий почти 20 лет поддерживает тесные отношения с ректором Горного университета Владимиром Литвиненко. Чернядьев снимал для Литвиненко документальный фильм, делал телевизионные ролики. Как известно, Владимир Литвиненко трижды возглавлял предвыборный штаб Владимира Путина и штаб Валентины Матвиенко.
Сергей Чернядьев известен как автор и ведущий программы «Событие», чуть менее скандальной, чем «Политика. Петербургский стиль» Александра Невзорова. В июле 1999-го именно «Событие» принесло ТРК «Петербург» второе предупреждение МПТР.
В конце декабря 2011 года Сергей Чернядьев стал заместителем генерального директора городского телеканала «Санкт-Петербург».
В феврале 2012 года Чернядьев стал начальником пресс-центра петербургского регионального штаба кандидата в президенты РФ Владимира Путина. Штаб, который возглавлял ректор Владимир Литвиненко, работал в Горном университете.
В Апреле 2017 года запустил собственное информационное СМИ Форпост Северо-Запад

## Фильмография
- 1980 — Контрольная полоса — сержант Сергей Васильев
- 1985 — День на двоих

## Награды
- Медаль ордена «За заслуги перед Отечеством» II степени (23 октября 2023 года) — за достигнутые трудовые успехи и многолетнюю добросовестную работу[2].